# Mandar (Sprache)
Mandar (auch Andian, Manjar, Mandharsche) ist eine in Süd-Sulawesi und in den angrenzenden Regionen Majene und Polewali Mandar sowie in einigen Siedlungen auf den Inseln Pangkep und Ujung Lero (in der Nähe von Pare-Pare) vom Volk der Mandar gesprochene austronesische Sprache.  
Mandar wurde ursprünglich mit der Lontara-Schrift geschrieben und ist eng mit dem Toraja-Sa’dan verwandt.